# ×Agrositanion pinalenoensis
Agrositanion pinalenoensis là một loài thực vật có hoa trong họ Hòa thảo. Loài này được Pyrah mô tả khoa học đầu tiên năm 1983.